# Divieto di sosta (film)
Divieto di sosta è un film del 1942 diretto da Marcello Albani

## Distribuzione
Il film girato nel 1941, a Torino negli studi della Fert è stato distribuito nelle sale tra la fine del 1942 e il 1943.